# Kitàb al-i'tibàr
 Kitāb al-iʿtibār  (in arabo كتاب الاعتبار‎?, "Libro dell'ammaestramento con gli esempi") è l'autobiografia del diplomatico siriano Usama ibn Munqidh (1095-1188), erede degli emiri di Shayzar, bandito dalla sua casa nel 1131 e vissuto per oltre cinquant'anni come esule presso le corti dei Buridi, degli Zengidi, degli Artuqidi e dei Fatimidi d'Egitto.
L'opera è giunta incompleta ai nostri giorni attraverso un manoscritto conservato presso l'Escorial. La biografia è certamente un sincero ritratto, forse troppo tartarinesco, dell'autore ed è una preziosissima fonte di informazioni aneddotiche sui contemporanei musulmani e cristiani di Usama.